# Saint-Quentin-des-Prés
Pour les articles homonymes, voir Saint-Quentin (homonymie).
Saint-Quentin-des-Prés est une commune française située dans le département de l'Oise en région Hauts-de-France.

## Géographie

### Description

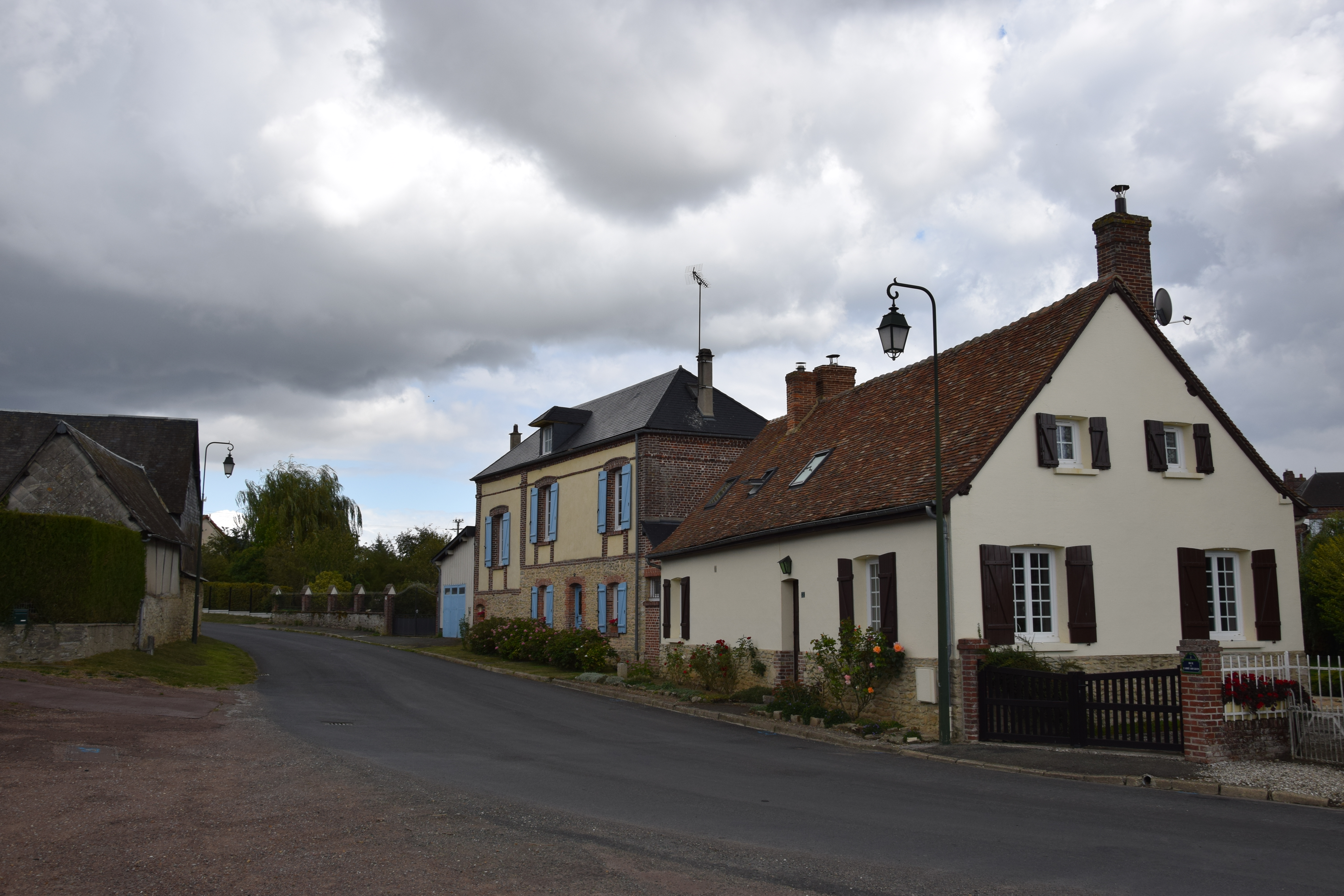
Paysage du village.

La commune, rurale, longue de 6 km, est située dans la vallée de l'Epte à 3 km de Gournay-en-Bray et bénéficie du dynamisme de ce bourg.
Située dans le département de l'Oise, elle est limitrophe de celui de la Seine-Maritime et est aisément accessible depuis l'ex-RN 30 (actuelle RD 930).

### Hameux et écarts
Saint-Quentin-des-Prés comprend cinq hameaux : 
- Mothois,
- Hyancourt
- Beaulévrier bas
- Beaulévrier haut
- Équennes

### Communes limitrophes
| Bazancourt                                                     | Sully                  | Escames                          |
| Molagnies Seine-Maritime                                       | Saint-Quentin-des-Prés | Hécourt                          |
| Cuy-Saint-Fiacre Seine-Maritime Gournay-en-Bray Seine-Maritime |                        | Ferrières-en-Bray Seine-Maritime |

### Hydrographie
La commune est située dans le bassin Seine-Normandie. Elle est drainée par l'Epte et le ruisseau des Rieux,,.
L'Epte, d'une longueur de 113 km, prend sa source dans la commune de Compainville et se jette  dans la Seine à Notre-Dame-de-la-Mer, après avoir traversé 44 communes. 

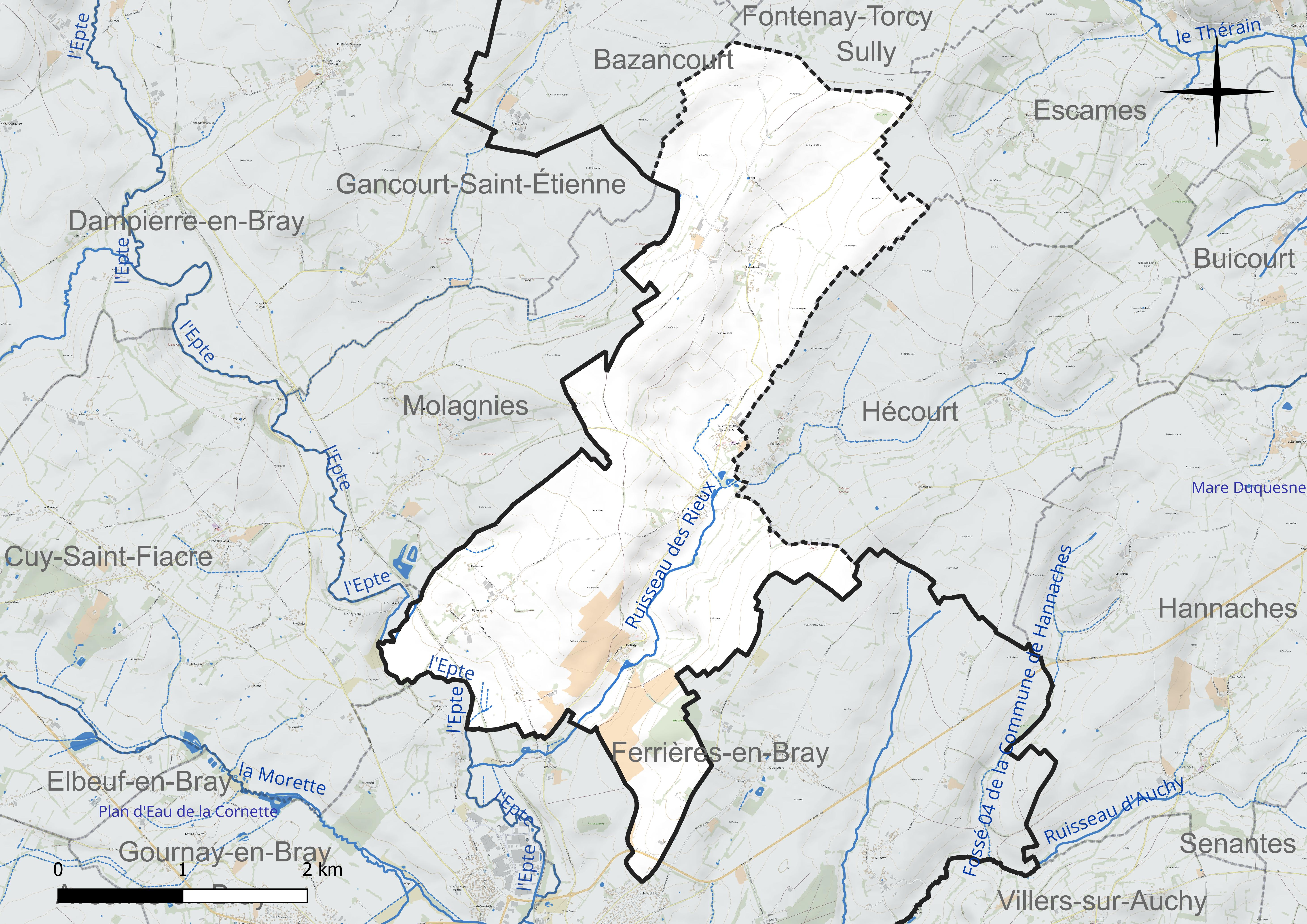
Réseau hydrographique de Saint-Quentin-des-Prés.

### Climat
Pour des articles plus généraux, voir Climat des Hauts-de-France et Climat de l'Oise.
En 2010, le climat de la commune est de type climat océanique dégradé des plaines du Centre et du Nord, selon une étude du CNRS s'appuyant sur une série de données couvrant la période 1971-2000. En 2020, Météo-France publie une typologie des climats de la France métropolitaine dans laquelle la commune est exposée à un climat océanique et est dans la région climatique  Côtes de la Manche orientale, caractérisée par un faible ensoleillement (1 550 h/an) ; forte humidité de l'air (plus de 20 h/jour avec humidité relative > 80 % en hiver), vents forts fréquents. 
Pour la période 1971-2000, la température annuelle moyenne est de 10 °C, avec une amplitude thermique annuelle de 13,9 °C. Le cumul annuel moyen de précipitations est de 789 mm, avec 12,3 jours de précipitations en janvier et 8,3 jours en juillet. Pour la période 1991-2020, la température moyenne annuelle observée sur la station météorologique la plus proche, située sur la commune de Saint-Arnoult à 13 km à vol d'oiseau, est de 10,4 °C et le cumul annuel moyen de précipitations est de 797,2 mm,. Pour l'avenir, les paramètres climatiques de la commune estimés pour 2050 selon différents scénarios d'émission de gaz à effet de serre sont consultables sur un site dédié publié par Météo-France en novembre 2022.

## Urbanisme

### Typologie
Au 1er janvier 2024, Saint-Quentin-des-Prés est catégorisée commune rurale à habitat très dispersé, selon la nouvelle grille communale de densité à sept niveaux définie par l'Insee en 2022.
Elle est située hors unité urbaine. Par ailleurs la commune fait partie de l'aire d'attraction de Gournay-en-Bray, dont elle est une commune de la couronne,. Cette aire, qui regroupe 21 communes, est catégorisée dans les aires de moins de 50 000 habitants,.

### Occupation des sols
L'occupation des sols de la commune, telle qu'elle ressort de la base de données européenne d'occupation biophysique des sols Corine Land Cover (CLC), est marquée par l'importance des territoires agricoles (100 % en 2018), une proportion identique à celle de 1990 (100 %). La répartition détaillée en 2018 est la suivante : 
terres arables (63,9 %), prairies (36,1 %). L'évolution de l'occupation des sols de la commune et de ses infrastructures peut être observée sur les différentes représentations cartographiques du territoire : la carte de Cassini (XVIIIe siècle), la carte d'état-major (1820-1866) et les cartes ou photos aériennes de l'IGN pour la période actuelle (1950 à aujourd'hui).

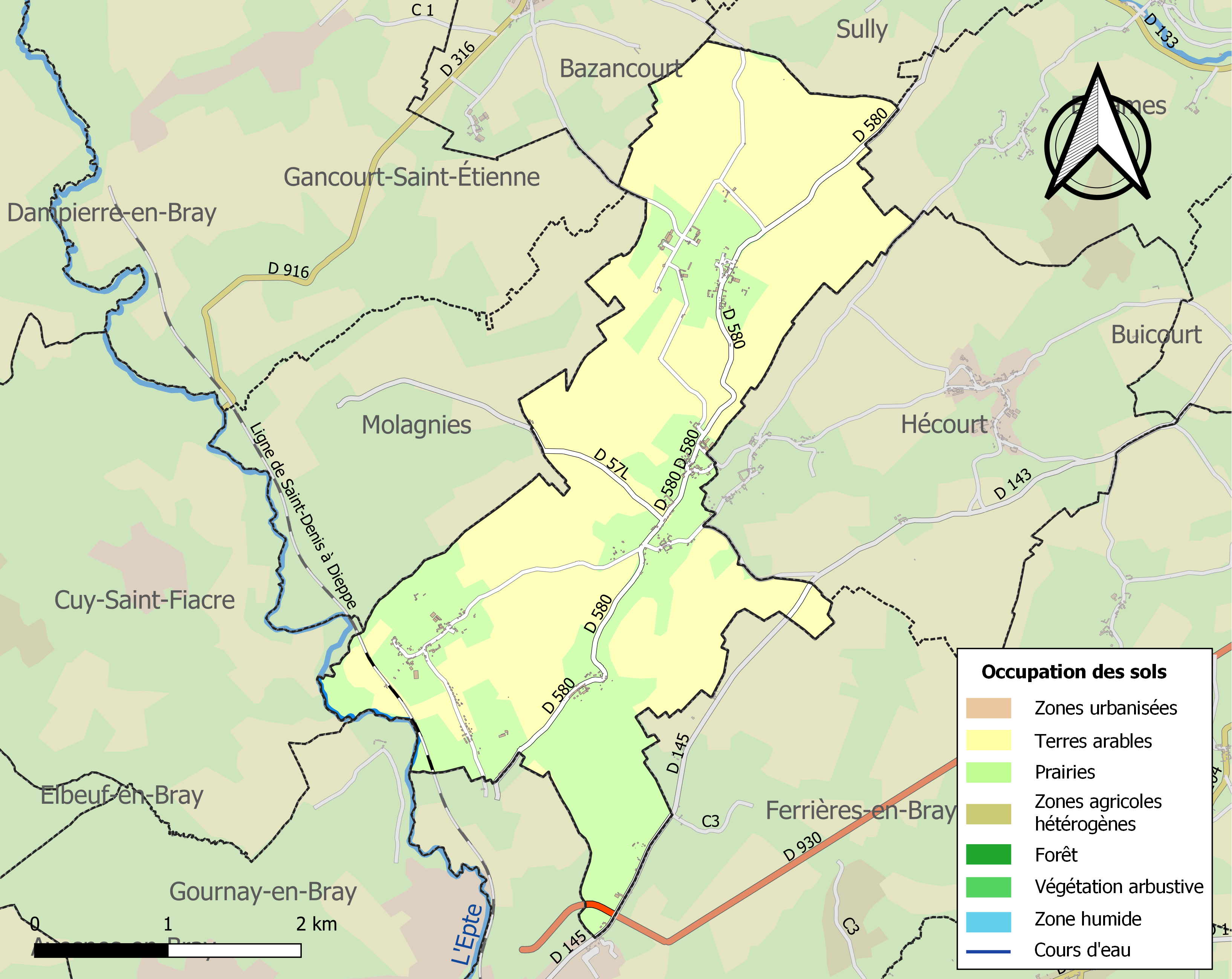
Carte des infrastructures et de l'occupation des sols de la commune en 2018 (CLC).

### Voies de communication et transports
La commune n'est desservie, en 2023, que par la ligne 6607 du réseau interurbain de l'Oise qui est une navette de regroupement pédagogique intercommunal à destination de Bazancourt et de Gournay-en-Bray.

## Toponymie
Le nom de la localité est attesté sous les formes Sanctus Quintinus (1152) ; S. Quintini de prato (1157) ; apud sanctum Quintinum de pratis (1202) ; Sancti Quintini de pratis (1210) ; Sanctus Quintinus in pratis (1225) ; de Sancto Quintino in pratis (1253) ; de Sancto Quintino (XIIIe) ; Sainct Quentin des Prez (1557) ; Saint Quentin au pré (XVIe) ; St Quentin des Prez (1667) ; Quentin des Prés (1794) durant l'époque révolutionnaire ; Saint Quentin des Prés (1840).

Saint-Quentin est un hagiotoponyme qui fait référence à Quentin de Saint-Quentin.

## Histoire
La paroisse de Beaulévrier était en limite de la Normandie, diocèse, parlement et intendance de Rouen, élection d'Andely ; la seigneurie relevait du comté de Gournay-en-Bray. Sous Louis XIV, on y comptait un feu privilégié et 45 feux taillables.
Beaulevrier, aujourd'hui simple hameau de la commune, était alors une seigneurie, érigée au xVIIe siècle en marquisat (juin 1687 ?), dont faisait partie le chef-lieu actuel, Saint-Quentin, avec Bouricourt, Sully, Haincourt, Fromericourt, Hémécourt, Lignery, etc., en faveur de Joseph d'Espinay-Saint-Luc, maréchal de camp, lieutenant des Gardes du corps du Roi, gouverneur de Péronne, Roye et Montdidier, qui fut tué à la bataille de Neerwinden le 29 juillet 1693. Son fils François, maître de camp de cavalerie, et son petit-fils Timoléon-Alexandre, lui succédèrent.
La commune est formée par la réunion de Saint-Quentin et de Mothois, décidée en 1826. Hécourt en est séparée en 1833.
Seconde Guerre mondiale
L'occupant allemand avait aménagé un camp de radar sur la commune qui s'étendait également sur Bazancourt, Sully, Fontenay Torcy, construit par des centaines, voire peut-être un millier de Français, Belges, Hollandais requis.

## Politique et administration

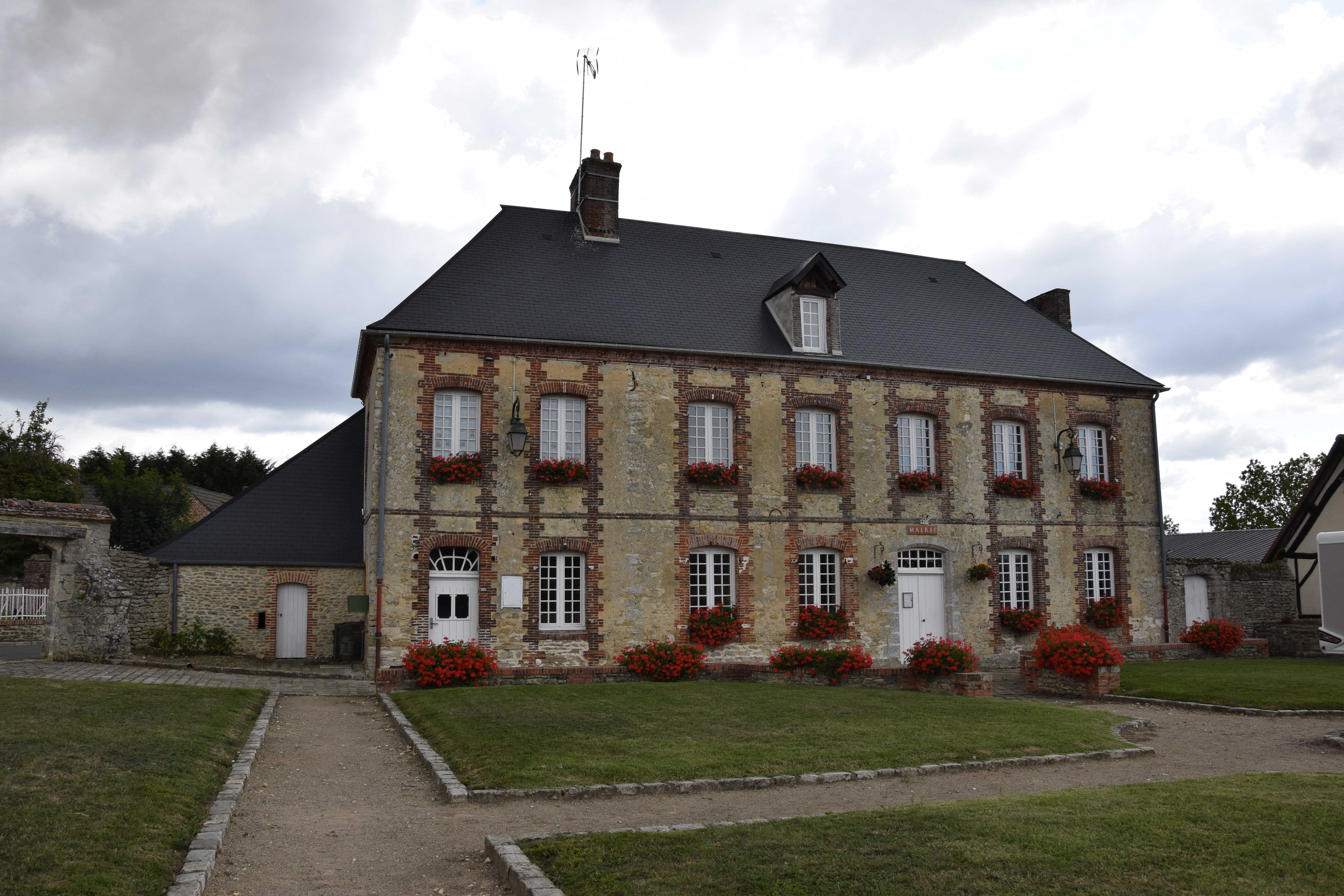
La mairie.

### Rattachements administratifs et électoraux
La commune se trouve dans l'arrondissement de Beauvais du département de l'Oise. Pour l'élection des députés, elle fait partie depuis 1988 de la deuxième circonscription de l'Oise.
Elle était intégrée au canton de Songeons depuis 1801. Dans le cadre du redécoupage cantonal de 2014 en France, elle intègre le canton de Grandvilliers.

### Intercommunalité
La commune est membre depuis 1997 de la communauté de communes de la Picardie verte, qui succède à plusieurs SIVOM, dont celui de Songeons (28 communes, créé le 27 juin 1972).

### Liste des maires
| Période                                  | Période                    | Identité            | Étiquette | Qualité                                      |
| ---------------------------------------- | -------------------------- | ------------------- | --------- | -------------------------------------------- |
| Les données manquantes sont à compléter. |                            |                     |           |                                              |
|                                          | 1895                       | Alexandre Denevers  |           |                                              |
| 1895                                     | 1912                       | Anatole Devambez    |           |                                              |
| 1912                                     | 1914                       | Moléon Lesueur      |           | Démissionnaire                               |
| 1914                                     | 1918                       | Edmond Delimermont  |           | Adjoint faisant fonction de maire            |
| 1918                                     | 1922                       | Jules Duru          |           |                                              |
| 1922                                     | 1925                       | Philogène Fontaine  |           |                                              |
| 1925                                     | 1934                       | François Detling    |           |                                              |
| 1934                                     | 1938                       | Émilien Dubos       |           |                                              |
| 1938                                     | 1942                       | François Detling    |           |                                              |
| 1942                                     | 1947                       | Marcel Letouvet     |           |                                              |
| 1947                                     | 1955                       | François Detling    |           |                                              |
| 1955                                     | 1972                       | François Lesueur    |           |                                              |
| 1972                                     | 1977                       | Lucien Carchereux   |           |                                              |
| 1977                                     | 1989                       | Émilien Godefroy    |           |                                              |
| 1989                                     | 2001                       | Hervé Velu          |           |                                              |
| mars 2001                                | 2008                       | Jean Lefaucheux     |           | Agriculteur                                  |
| mars 2008                                | En cours (au 9 avril 2014) | Jean-Pierre Lefèvre |           | Inséminateur Réélu pour le mandat 2020-2026, |

## Population et société

### Démographie

#### Évolution démographique
L'évolution du nombre d'habitants est connue à travers les recensements de la population effectués dans la commune depuis 1793. Pour les communes de moins de 10 000 habitants, une enquête de recensement portant sur toute la population est réalisée tous les cinq ans, les populations de référence des années intermédiaires étant quant à elles estimées par interpolation ou extrapolation. Pour la commune, le premier recensement exhaustif entrant dans le cadre du nouveau dispositif a été réalisé en 2007.

En 2022, la commune comptait 282 habitants, en évolution de −1,74 % par rapport à 2016 (Oise : +0,87 %, France hors Mayotte : +2,11 %).
| 1793 | 1800 | 1806 | 1821 | 1831 | 1836 | 1841 | 1846 | 1851 |
| ---- | ---- | ---- | ---- | ---- | ---- | ---- | ---- | ---- |
| 288  | 283  | 324  | 286  | 800  | 404  | 412  | 396  | 380  |

| 1856 | 1861 | 1866 | 1872 | 1876 | 1881 | 1886 | 1891 | 1896 |
| ---- | ---- | ---- | ---- | ---- | ---- | ---- | ---- | ---- |
| 360  | 368  | 335  | 369  | 323  | 348  | 355  | 337  | 343  |

| 1901 | 1906 | 1911 | 1921 | 1926 | 1931 | 1936 | 1946 | 1954 |
| ---- | ---- | ---- | ---- | ---- | ---- | ---- | ---- | ---- |
| 315  | 324  | 345  | 255  | 271  | 267  | 268  | 288  | 277  |

| 1962 | 1968 | 1975 | 1982 | 1990 | 1999 | 2006 | 2007 | 2012 |
| ---- | ---- | ---- | ---- | ---- | ---- | ---- | ---- | ---- |
| 230  | 231  | 171  | 206  | 244  | 262  | 272  | 274  | 299  |

| 2017 | 2022 | - | - | - | - | - | - | - |
| ---- | ---- | - | - | - | - | - | - | - |
| 283  | 282  | - | - | - | - | - | - | - |

#### Pyramide des âges
La population de la commune est relativement jeune.
En 2018, le taux de personnes d'un âge inférieur à 30 ans s'élève à 33,7 %, soit en dessous de la moyenne départementale (37,3 %). À l'inverse, le taux de personnes d'âge supérieur à 60 ans est de 21,4 % la même année, alors qu'il est de 22,8 % au niveau départemental.
En 2018, la commune comptait 145 hommes pour 137 femmes, soit un taux de 51,42 % d'hommes, largement supérieur au taux départemental (48,89 %).
Les pyramides des âges de la commune et du département s'établissent comme suit.
| Hommes | Classe d’âge | Femmes |
| ------ | ------------ | ------ |
| 0,0    | 90 ou +      | 0,0    |
| 10,7   | 75-89 ans    | 6,0    |
| 11,3   | 60-74 ans    | 14,9   |
| 27,8   | 45-59 ans    | 31,5   |
| 17,1   | 30-44 ans    | 13,5   |
| 12,4   | 15-29 ans    | 17,9   |
| 20,8   | 0-14 ans     | 16,3   |

| Hommes | Classe d’âge | Femmes |
| ------ | ------------ | ------ |
| 0,5    | 90 ou +      | 1,4    |
| 5,5    | 75-89 ans    | 7,6    |
| 15,6   | 60-74 ans    | 16,3   |
| 20,8   | 45-59 ans    | 20     |
| 19,4   | 30-44 ans    | 19,4   |
| 17,6   | 15-29 ans    | 16,2   |
| 20,6   | 0-14 ans     | 19,1   |

### Enseignement
La commune fait partie d'un regroupement pédagogique intercommunal avec Sully, Villers-Vermont, Bazancourt, Hécourt et Fontenay-Torcy[réf. nécessaire].

### Équipements

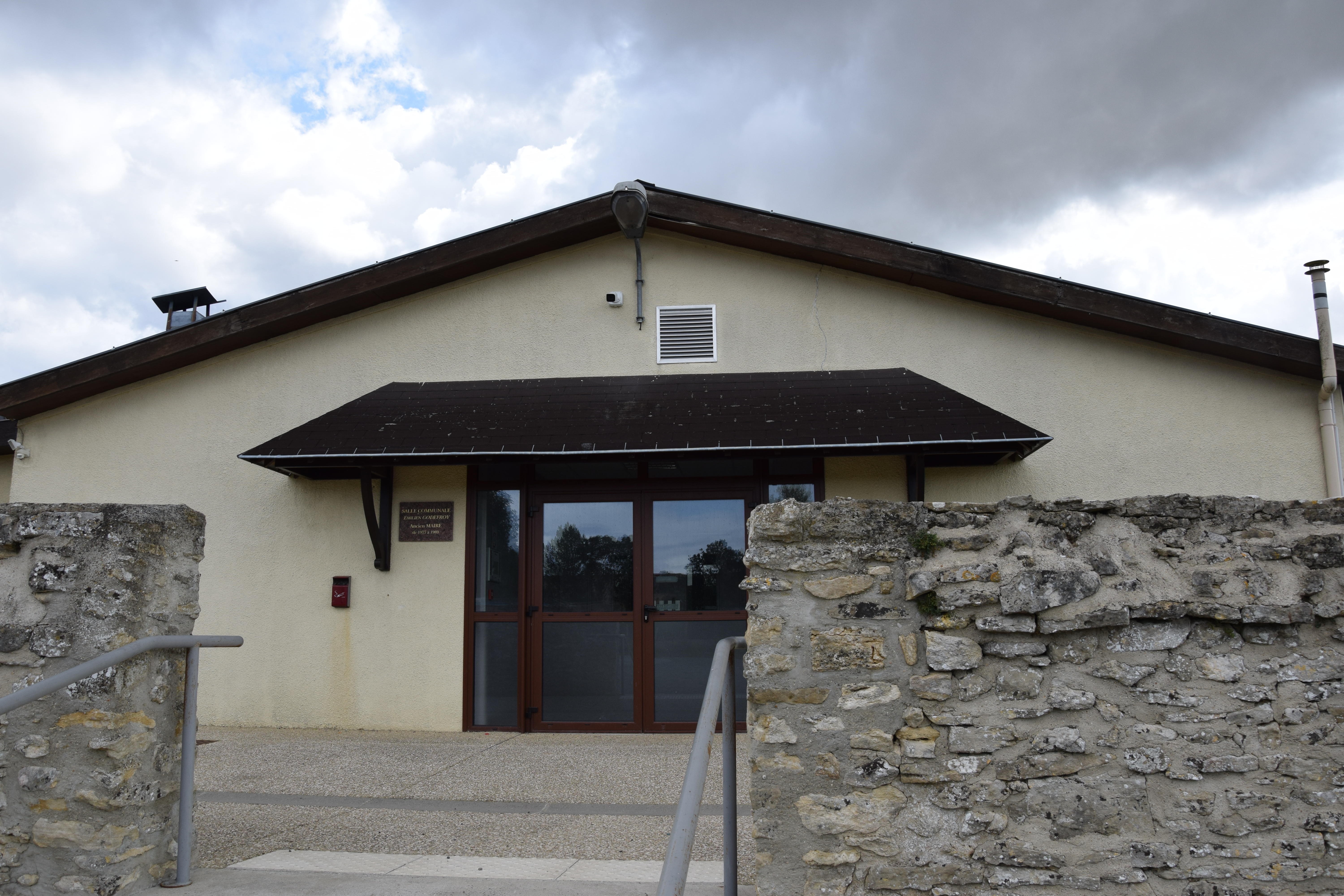
La salle des fêtes.

Le village comprend une salle des fêtes.

## Culture locale et patrimoine

### Lieux et monuments
- Mairie, aménagée dans l'ancien presbytère du XVIIIe siècle.
- L'école maternelle, aménagée dans l'ancienne mairie.
- Pigeonnier circulaire du XVIIIe siècle.
- Lavoir.
- Église Saint-Germain de Mothois, qui peut être attribuée principalement aux XVIe siècle (chœur) et XVIIe siècle (nef) d'après les charpentes en carène qui recouvrent chacune de ces deux parties, avec de possibles vestiges du XIe siècle au mur est du chœur. 
Restaurée en 2017, elle comprend des fonts baptismaux en pierre, du début du XIIIe siècle, au gros fût central flanqué de quatre colonnettes avec chapiteaux à crochets, ainsi qu'une Vierge à l'Enfant en bois de la fin du XIIe siècle, de nombreuses statues d'art populaire du XVIe au XVIIIe siècle, un petit bénitier de style gothique tardif; ainsi qu'un charmant retable d'autel polychrome au décor baroque, daté 1717[31].
- Église Saint-Quentin de Saint-Quentin-des-Prés, dont la nef du XVIe siècle constitue un des exemples d'un appareillage en arêtes de poisson, et le clocher date du XIIIe siècle. Le chœur et la chapelle sud et sa voute en pierre datent sans doute du XVe siècle. La charpente du type à carène renversée et portée très haut est remarquable par la finesse de ses deux entraits avec poinçons et par la richesse de leur décor.
L'église dispose d'un bel autel baroque[32]

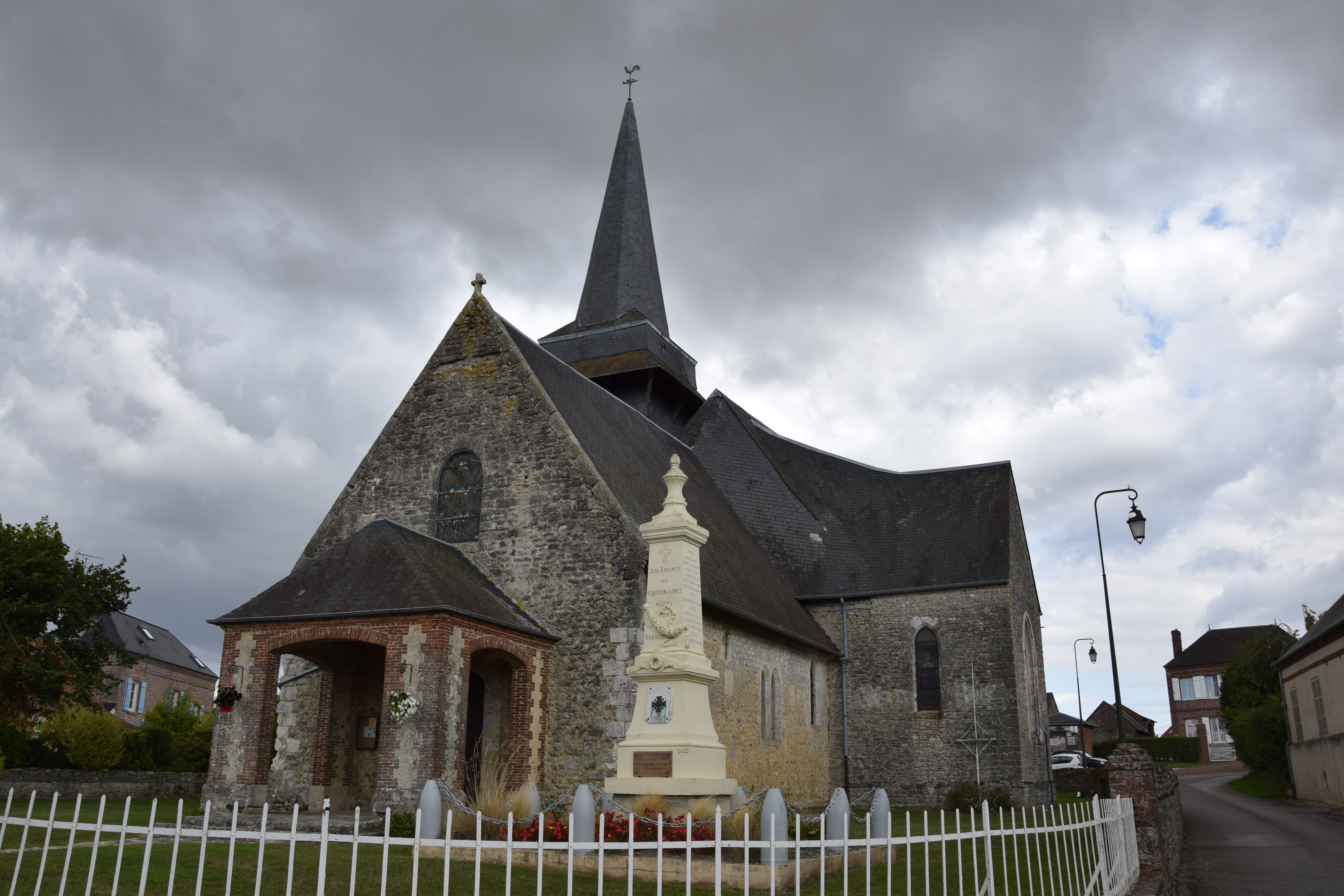
L'église Saint-Quentin.
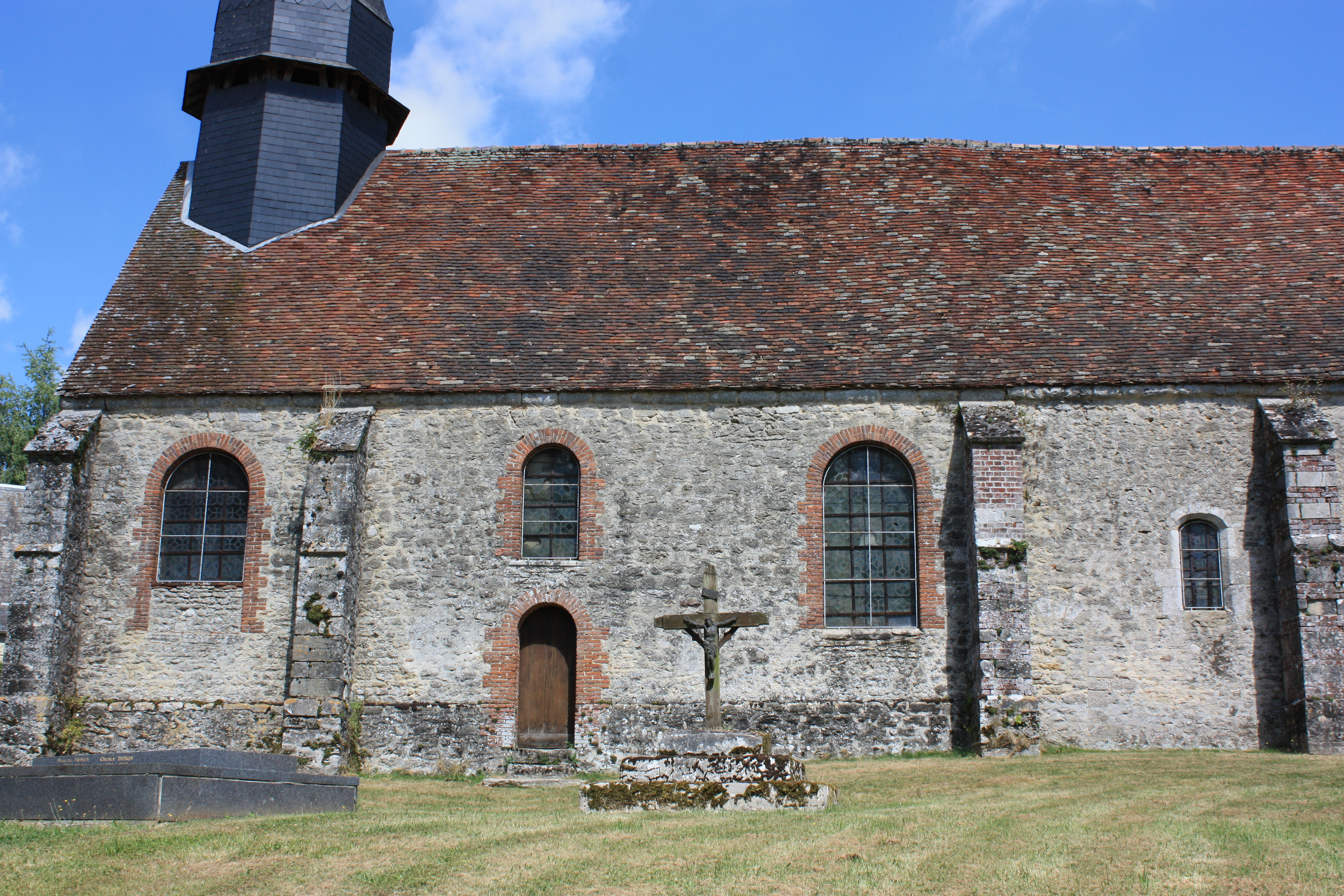
Église Saint-Germain de Mothois
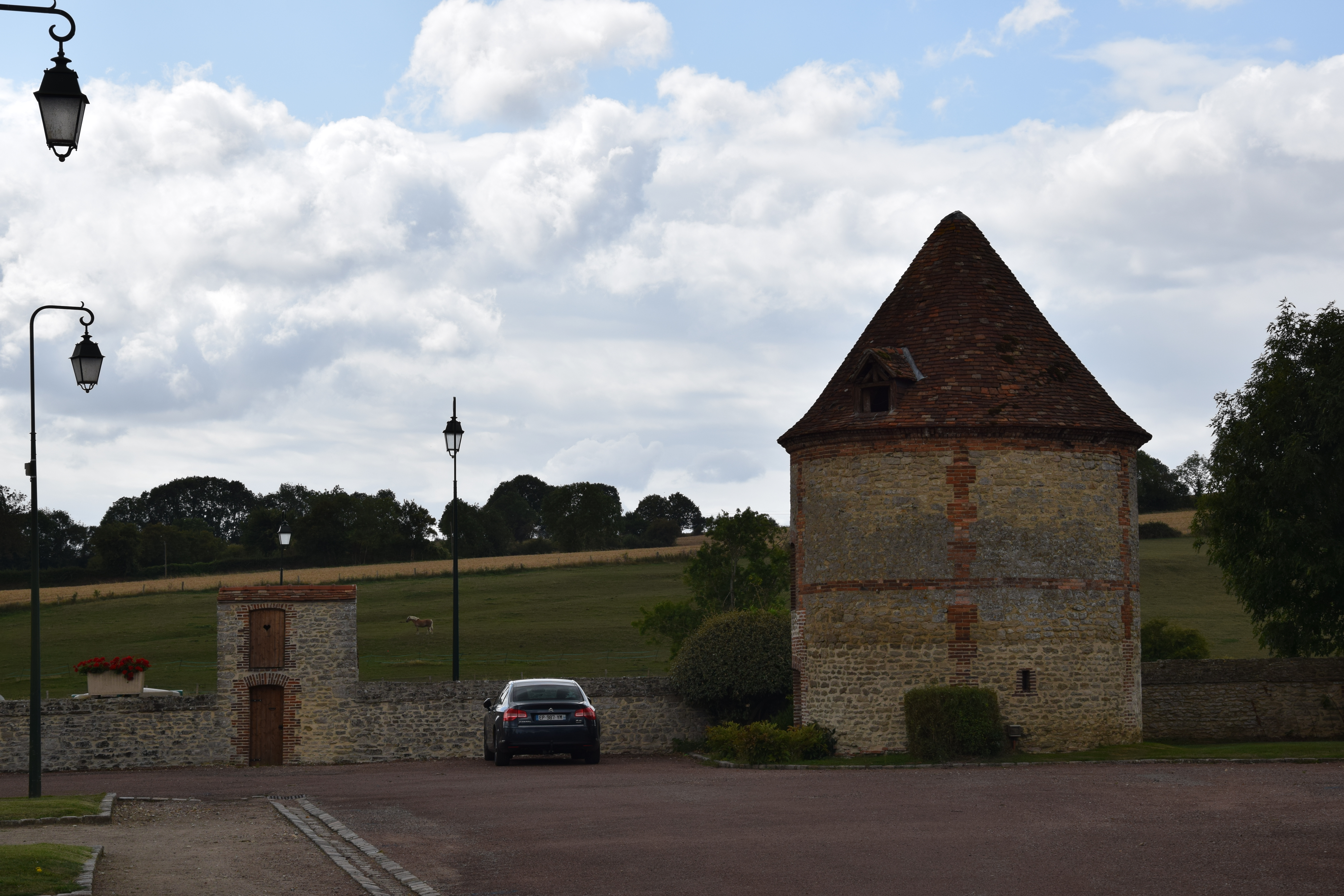
Le pigeonnier.
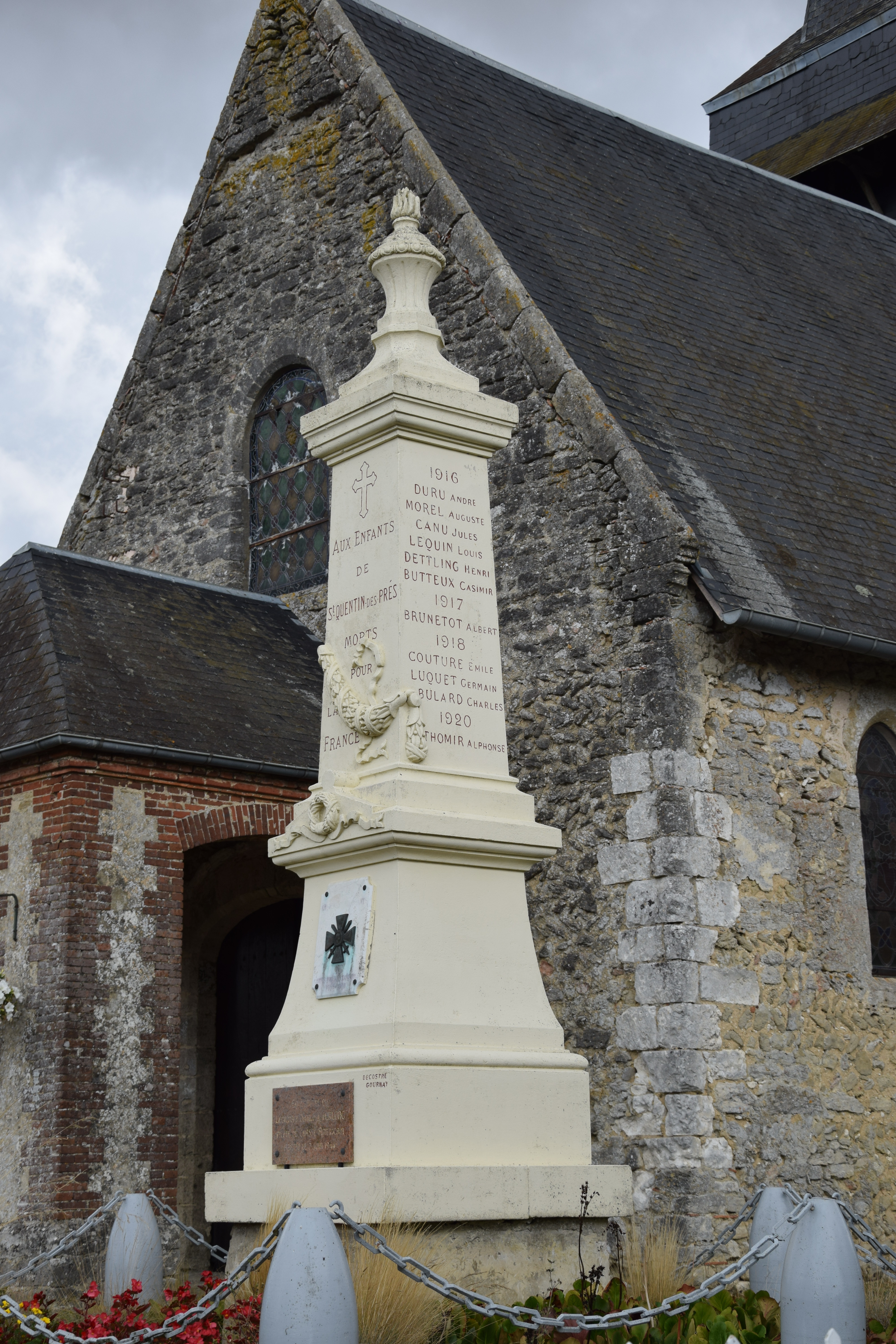
Monument aux morts.

### Personnalités liées à la commune
- Pierre Lefaucheux (1898-1955), compagnon de la Libération, dirigeant de la Régie Renault, est enterré à Saint-Quentin-des-Prés[33].